# Spišská Belá
Spišská Belá (in ungherese Szepesbéla, in tedesco Waltersdorf, in polacco Biała Spiska) è una città della Slovacchia facente parte del distretto di Kežmarok, nella regione di Prešov.